# Église Saint-Gal de Roffiac
Pour les articles homonymes, voir Église Saint-Gal.
L'église Saint-Gal est une église catholique située sur la commune de Roffiac, dans le département du Cantal, en France.

## Historique
L'édifice est classé au titre des monuments historiques en 1921.

## Images

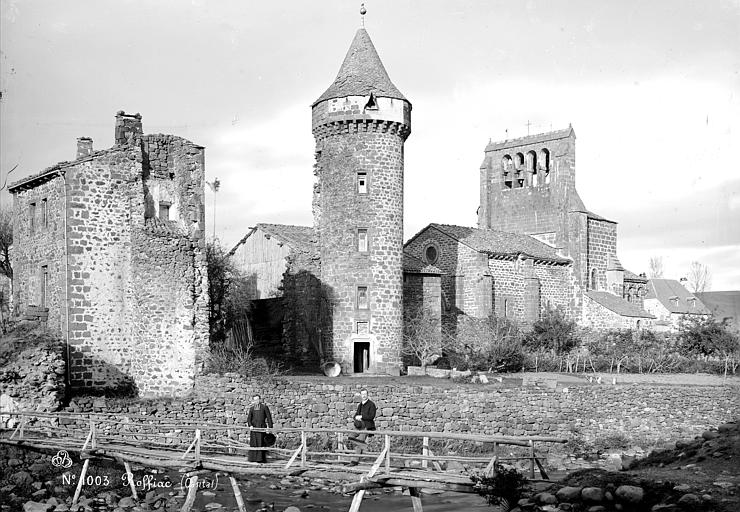
L'église au XIXe siècle par Séraphin-Médéric Mieusement.
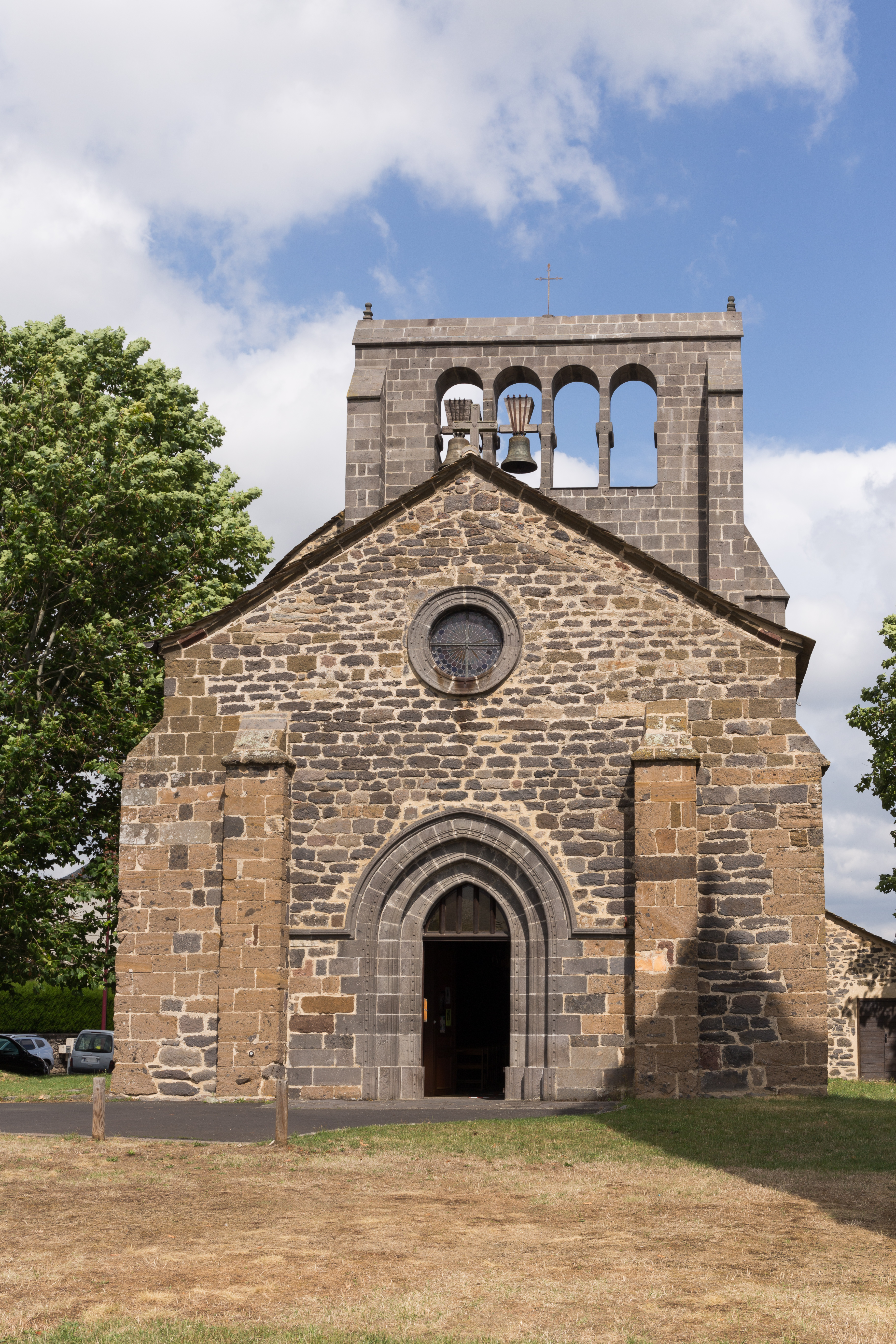
Façade ouest.
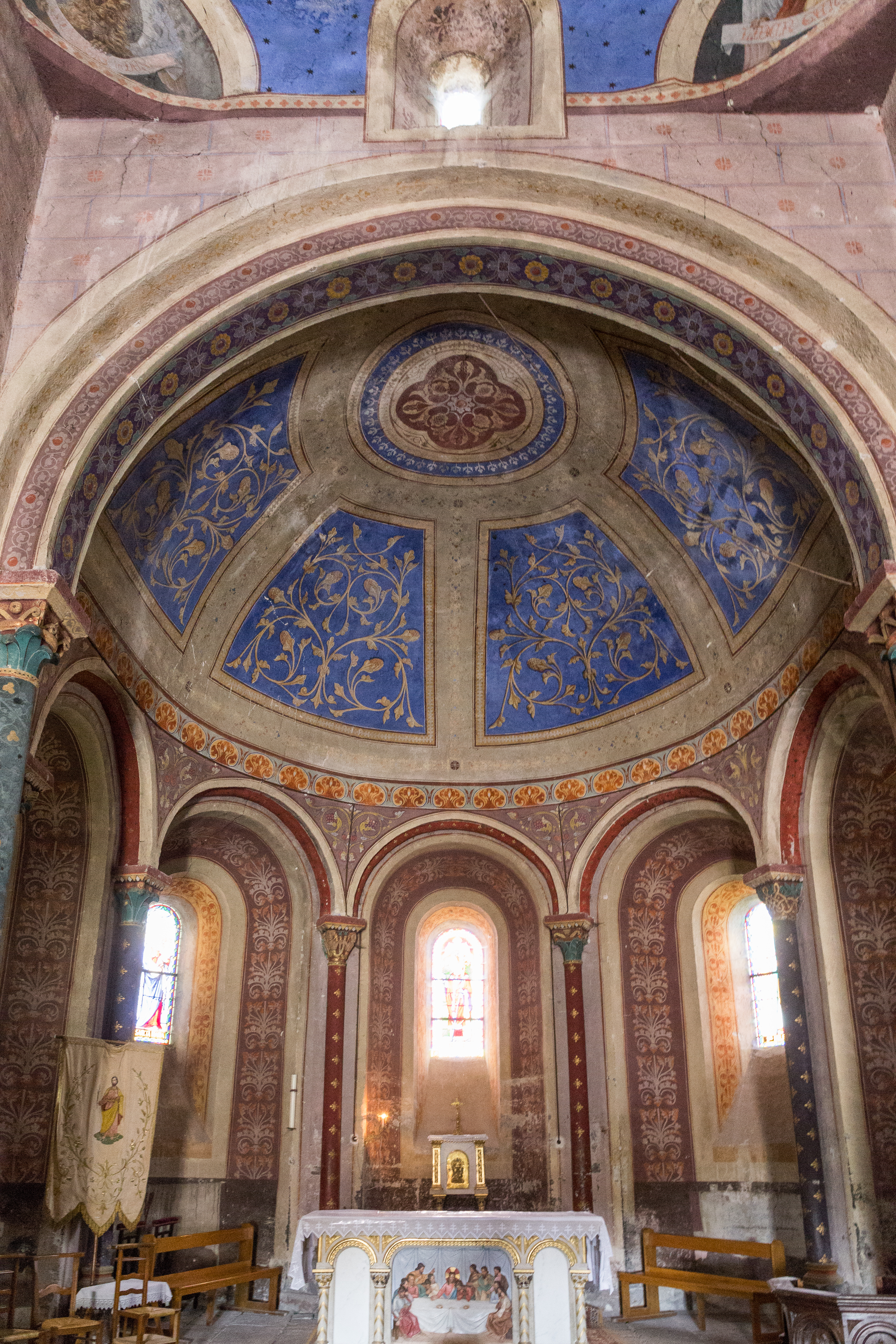
Le chœur.
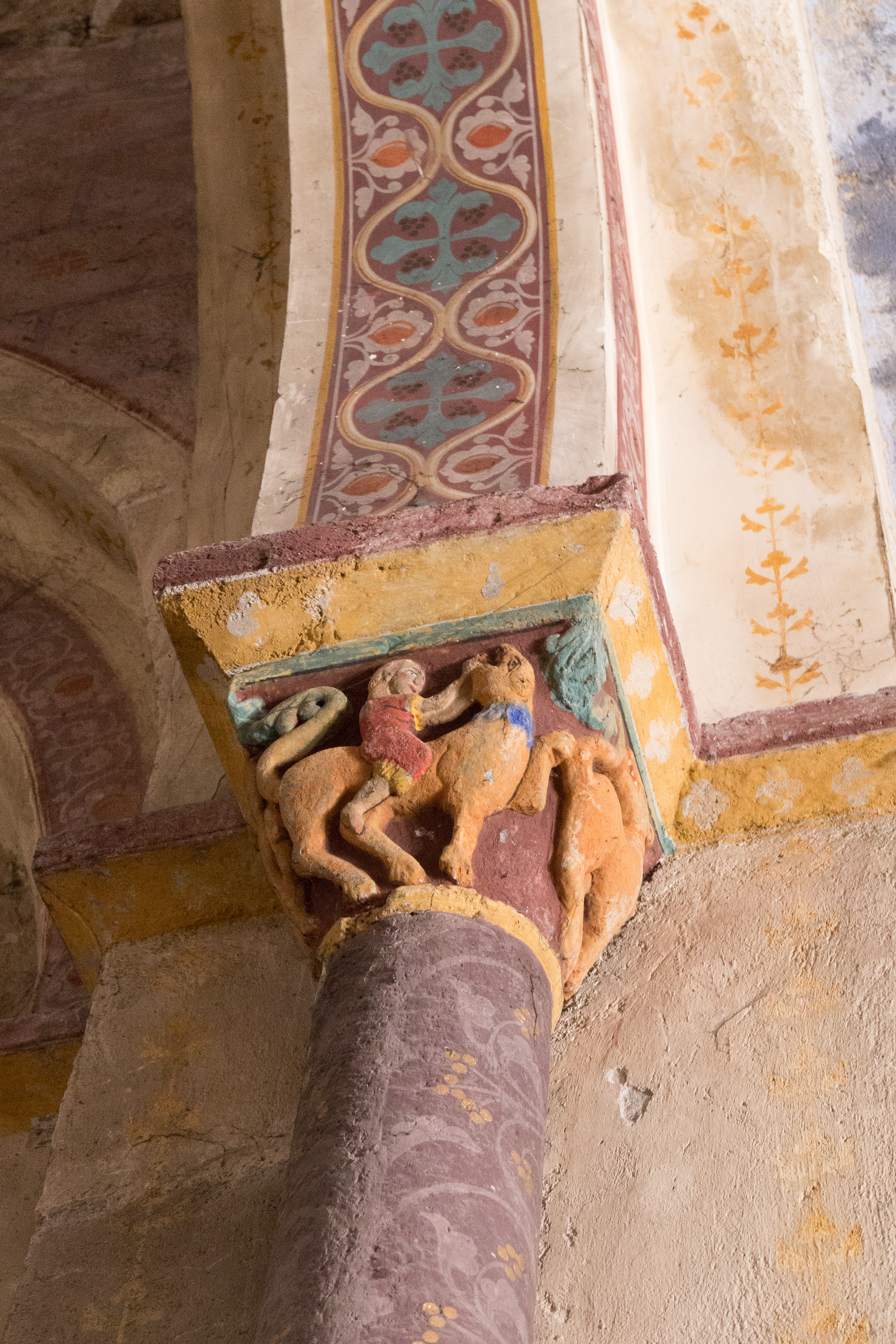
Un chapiteau de la nef.
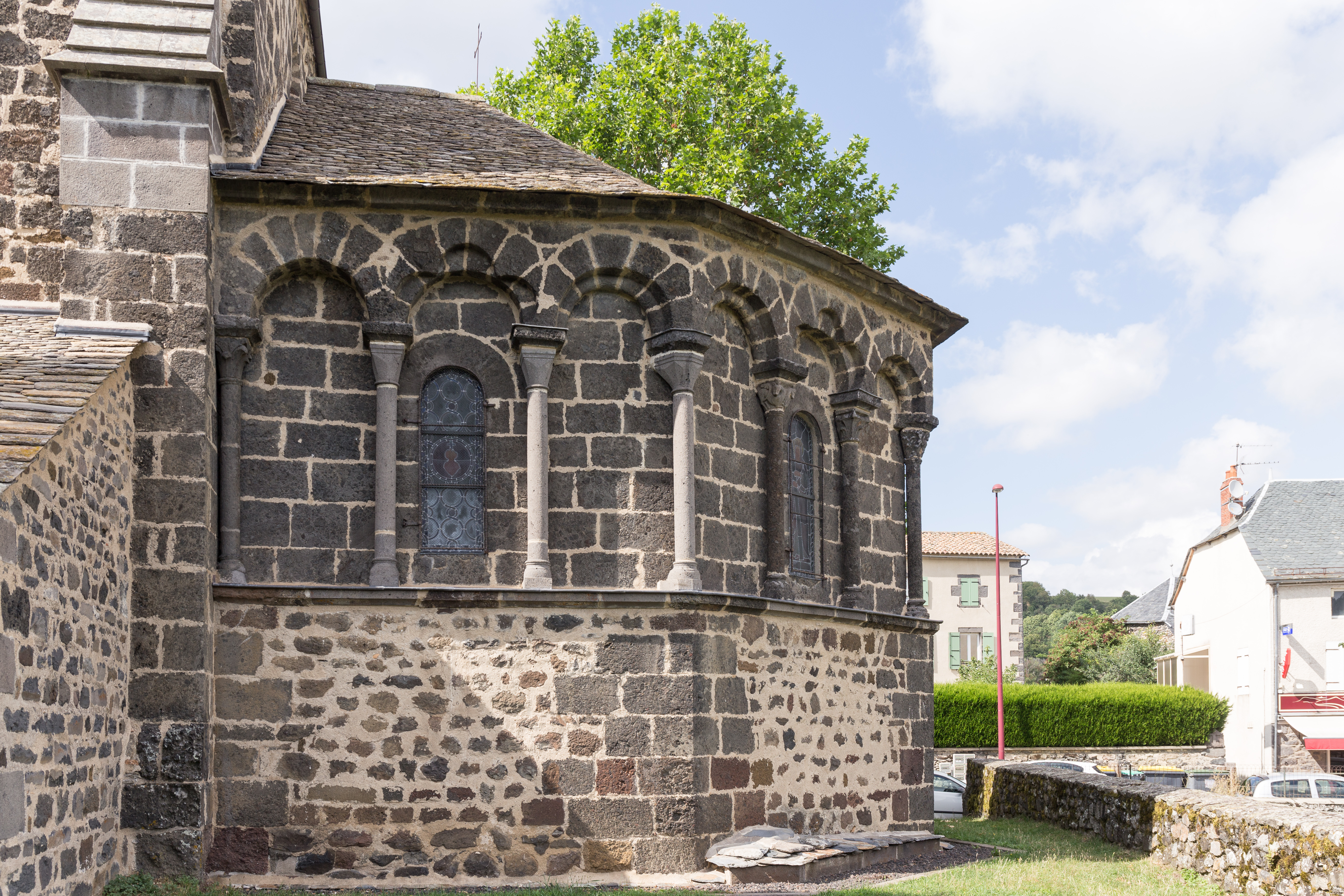
Le chevet.